# Wahlkreis Erzgebirge 2
Der Wahlkreis Erzgebirge 2 (Wahlkreis 13) ist ein Landtagswahlkreis in Sachsen. Er umfasst die Große Kreisstadt Aue-Bad Schlema, die Städte Eibenstock, Schneeberg und die Gemeinden Bockau, Schönheide, Stützengrün, Zschorlau im Erzgebirgskreis. Dieses Wahlkreisgebiet besteht seit 1994 in unveränderter Form, wenn auch unter unterschiedlichen Bezeichnungen. So hieß der Wahlkreis zu den Wahlen 1994 und 1999 Wahlkreis Westerzgebirge 1. 2004 und 2009 lautete die Bezeichnung Wahlkreis Aue-Schwarzenberg 1. Seit der Landtagswahl 2014 existiert die aktuelle Bezeichnung. Vorläufer waren 1990 die Wahlkreise Aue II – Zwickau, Land II und Aue I, den schon damals der langjährige Wahlkreissieger Thomas Colditz gewann.  Wahlberechtigt waren bei der letzten Landtagswahl 47.606 Einwohner.

## Wahl 2024
Die Landtagswahl 2024 führte zu folgendem Ergebnis:
| Direktkandidat | Partei              | Erststimmen in % | Zweitstimmen in % |
| -------------- | ------------------- | ---------------- | ----------------- |
| Eric Dietrich  | CDU                 | 36,4             | 34,4              |
| Peter Bachmann | AfD                 | 38,0             | 34,5              |
| Rico Gebhardt  | Die Linke           | 3,4              | 1,9               |
| Uwe Kaettniß   | GRÜNE               | 0,8              | 1,0               |
| Sören Wittig   | SPD                 | 2,8              | 4,1               |
| Steve Peter    | FDP                 | 0,6              | 0,5               |
| Danny Weber    | Freie Wähler        | 6,4              | 3,2               |
| –              | Die Partei          | –                | 0,4               |
| –              | Piraten             | –                | 0,2               |
| –              | ÖDP                 | –                | 0,1               |
| –              | BüSo                | –                | 0,1               |
| –              | Tierschutz hier!    | –                | 0,9               |
| –              | dieBasis            | –                | 0,1               |
| –              | Bündnis C           | –                | 0,7               |
| –              | Bündnis Deutschland | –                | 0,3               |
| Wolfram Christ | BSW                 | 9,4              | 12,2              |
| Stefan Hartung | Freie Sachsen       | 2,3              | 4,8               |
| –              | V-Partei3           | –                | 0,1               |
| –              | WU                  | –                | 0,7               |

## Wahl 2019
Vorläufiges Ergebnis der Landtagswahl am 1. September 2019 im Wahlkreis 14 – Erzgebirge 2:
(Ergebnisse in Prozent)
| Direktkandidat | Partei               | Direktstimmen | Listenstimmen |
| -------------- | -------------------- | ------------- | ------------- |
| Eric Dietrich  | CDU                  | 37,6          | 37,6          |
| Rico Gebhardt  | Die Linke            | 12,8          | 9,2           |
| René Müller    | SPD                  | 6,6           | 7,4           |
| Manfred Körner | AfD                  | 31,3          | 29,3          |
| Uwe Kaettniß   | GRÜNE                | 2,9           | 3,1           |
| –              | NPD                  | –             | 2,1           |
| Volker Schmidt | FDP                  | 3,5           | 3,1           |
| Otto Görk      | Freie Wähler         | 5,3           | 4,0           |
| –              | Tierschutz           | –             | 1,4           |
| –              | Piraten              | –             | 0,2           |
| –              | Die PARTEI           | –             | 0,9           |
| –              | BüSo                 | –             | 0,1           |
| –              | ADPM                 | –             | 0,2           |
| –              | Blaue Partei         | –             | 0,4           |
| –              | KPD                  | –             | 0,0           |
| –              | ÖDP                  | –             | 0,2           |
| –              | Die Humanisten       | –             | 0,1           |
| –              | PDV                  | –             | 0,1           |
| –              | Gesundheitsforschung | –             | 0,5           |

| Wahlberechtigte | 47.606 |
| Wahlbeteiligung | 63,7 % |

## Wahl 2014
Amtliches Endergebnis der Landtagswahl am 31. August 2014 im Wahlkreis 14 – Erzgebirge 2:
(Ergebnisse in Prozent)
| Direktkandidat     | Partei          | Direktstimmen | Listenstimmen |
| ------------------ | --------------- | ------------- | ------------- |
| Thomas Colditz     | CDU             | 47,8          | 43,7          |
| Andrea Schrutek    | Die Linke       | 18,3          | 19,0          |
| Thomas Roßbach     | SPD             | 10,6          | 10,2          |
| Volker Schmidt     | FDP             | 2,5           | 3,1           |
| Uwe Kaettniß       | GRÜNE           | 2,2           | 2,4           |
| Erik Schaarschmidt | NPD             | 5,8           | 6,9           |
| –                  | Tierschutz      | –             | 0,9           |
| Mario Keller       | Piraten         | 0,6           | 0,5           |
| –                  | BüSo            | –             | 0,1           |
| –                  | DSU             | –             | 0,1           |
| Heiko Schmiedel    | AfD             | 9,2           | 10,6          |
| –                  | pro Deutschland | –             | 0,2           |
| Marco Beer         | Freie Wähler    | 3,1           | 2,1           |
| –                  | Die PARTEI      | –             | 0,3           |

| Wahlberechtigte | 50.778 |
| Wahlbeteiligung | 48,1 % |

## Wahl 2009
| Amtliches Endergebnis der Landtagswahl am 30. August 2009 in Sachsen im Wahlkreis 005 Aue-Schwarzenberg 1 (Ergebnisse in Prozent) |

| Direktkandidat | Partei          | Erststimmen in % | Zweitstimmen in % |
| -------------- | --------------- | ---------------- | ----------------- |
| Thomas Colditz | CDU             | 43,5             | 41,7              |
| Rico Gebhardt  | Die Linke       | 24,5             | 22,8              |
| Tobias Andrä   | SPD             | 7,5              | 8,6               |
| Stefan Hartung | NPD             | 6,6              | 6,4               |
| Nadja Döscher  | FDP             | 10,7             | 9,3               |
| Dunja Schulze  | GRÜNE           | 3,7              | 3,1               |
| -              | Tierschutz      | -                | 2,3               |
| Michael Eitler | PBC             | 3,6              | 2,2               |
| -              | BüSo            | -                | 0,1               |
| -              | DSU             | -                | 0,1               |
| -              | REP             | -                | 0,3               |
| -              | Freie Sachsen   | -                | 1,5               |
| -              | FP Deutschlands | -                | 0,1               |
| -              | Humanwirtschaft | -                | 0,1               |
| -              | Piraten         | -                | 1,2               |
| -              | SVP             | -                | 0,2               |

## Wahl 2004
Die Landtagswahl 2004 hatte folgendes Ergebnis:
| Direktkandidat            | Partei     | Erststimmen in % | Zweitstimmen in % |
| ------------------------- | ---------- | ---------------- | ----------------- |
| Thomas Colditz            | CDU        | 45,5             | 44,3              |
| Rico Gebhardt             | PDS        | 25,4             | 23,2              |
| Eva Rudolph               | SPD        | 8,5              | 8,3               |
| Karl Rüdiger Rudolf Spahn | GRÜNE      | 2,3              | 2,3               |
| -                         | NPD        | -                | 10,1              |
| Wilhelm Görler            | FDP        | 7,6              | 4,9               |
| -                         | DSU        | -                | 0,4               |
| Michael Eitler            | PBC        | 3,7              | 2,9               |
| -                         | GRAUE      | -                | 0,6               |
| Jörg Schönfelder          | BüSo       | 2,2              | 0,8               |
| -                         | AUFBRUCH   | -                | 0,5               |
| -                         | DGG        | -                | 0,3               |
| -                         | Tierschutz | -                | 1,4               |
| Cornelia Horn             | REP        | 4,9              | -                 |

## Wahl 1999
Die Landtagswahl 1999 hatte folgendes Ergebnis (der Wahlkreisname bei der Landtagswahl 1999 lautete Westerzgebirge 1):
| Direktkandidat       | Partei          | Erststimmen in % | Zweitstimmen in % |
| -------------------- | --------------- | ---------------- | ----------------- |
| Thomas Colditz       | CDU             | 57,6             | 59,1              |
| Jörg Neubert         | SPD             | 12,3             | 10,2              |
| Erich Mehlhorn       | PDS             | 24,0             | 21,1              |
| -                    | GRÜNE           | -                | 1,3               |
| Tobias Rockstroh     | FDP             | 1,6              | 0,8               |
| -                    | BüSo            | -                | 0,1               |
| Christoph Eichler    | DSU             | 1,2              | 0,5               |
| -                    | GRAUE           | -                | 0,2               |
| Hans-Jürgen Bochmann | REP             | 3,4              | 2,3               |
| -                    | FP Deutschlands | -                | 0,1               |
| -                    | Pro DM          | -                | 2,5               |
| -                    | KPD             | -                | 0,1               |
| -                    | NPD             | -                | 0,6               |
| -                    | FORUM           | -                | 0,1               |
| -                    | PBC             | -                | 1,0               |

## Wahl 1994
Die Landtagswahl 1994 hatte folgendes Ergebnis (der Wahlkreisname bei der Landtagswahl 1994 lautete Westerzgebirge 1):
| Direktkandidat   | Partei | Erststimmen in % | Zweitstimmen in % |
| ---------------- | ------ | ---------------- | ----------------- |
| Thomas Colditz   | CDU    | 54,7             | 60,4              |
| Heinz Georgi     | SPD    | 18,5             | 16,9              |
| Walter Schmiedel | FDP    | 2,5              | 1,5               |
| Cornelia Körner  | GRÜNE  | 5,7              | 3,2               |
| -                | DSU    | -                | 0,9               |
| -                | REP    | -                | 1,4               |
| -                | FORUM  | -                | 0,4               |
| Karin Göppert    | PDS    | 15,3             | 15,1              |
| -                | SP     | -                | 0,3               |
| Bernd Baumann    | BFB    | 3,2              | -                 |

## Bisherige Abgeordnete
Direkt gewählte Abgeordnete des Wahlkreises Erzgebirge2/ Aue-Schwarzenberg 1/ Westerzgebirge 1 waren:
| Jahr | Name           | Partei | Anteil der Erststimmen | Wahlberechtigte |
| ---- | -------------- | ------ | ---------------------- | --------------- |
| 2019 | Eric Dietrich  | CDU    | 37,6 %                 | 47.606          |
| 2014 | Thomas Colditz | CDU    | 47,8 %                 | 50.778          |
| 2009 | Thomas Colditz | CDU    | 43,5 %                 | 54.675          |
| 2004 | Thomas Colditz | CDU    | 45,5 %                 | 57.302          |
| 1999 | Thomas Colditz | CDU    | 57,6 %                 | 59.261          |
| 1994 | Thomas Colditz | CDU    | 54,7 %                 | 60.376          |

## Landtagswahlen 1990–2019
Die Ergebnisse der Landtagswahlen seit 1990 im Gebiet des heutigen Wahlkreises Erzgebirge2/ Aue-Schwarzenberg 1/ Westerzgebirge 1 waren (Zweit- bzw. Listenstimmen):
| Partei        | 1990 | 1994 | 1999 | 2004 | 2009 | 2014 | 2019 |
| ------------- | ---- | ---- | ---- | ---- | ---- | ---- | ---- |
| CDU           | 56,7 | 60,4 | 59,1 | 44,3 | 41,7 | 43,7 | 37,6 |
| PDS/Die Linke | 8,7  | 15,1 | 21,1 | 23,2 | 22,8 | 19,0 | 9,2  |
| AfD           | -    | -    | -    | -    | -    | 10,6 | 29,3 |
| SPD           | 17,6 | 16,9 | 10,2 | 8,3  | 8,6  | 10,2 | 7,4  |
| NPD           | 0,6  | -    | 0,6  | 10,1 | 6,4  | 6,9  | 2,1  |
| FDP           | 4,6  | 1,5  | 0,8  | 4,9  | 9,3  | 3,1  | 3,1  |
| GRÜNE         | 4,0  | 3,2  | 1,3  | 2,3  | 3,1  | 2,4  | 3,1  |
| Sonstige      | 7,8  | 2,9  | 6,9  | 6,8  | 8,1  | 4,1  | 8,2  |